# A1-es autópálya (Németország)
Az A1 (németül: Bundesautobahn 1, vagy röviden BAB 1) egy autópálya Németországban. Hossza 732 km

## Útja
Lübeck - Hamburg – Bréma – Osnabrück – Münster - Dortmund - Köln - Saarbrücken

## Európai útszámozás
| Szám | Útvonal                                      |
| ---- | -------------------------------------------- |
|      | Puttgarden - Lübeck                          |
|      | Lübeck - Delmenhorst-Kelet (Delmenhorst-Ost) |
|      | Delmenhorst-Kelet - Köln-Észak (Köln-Nord)   |
|      | Köln-Észak - Bliesheim                       |
|      | Bliesheim - Blankenheim                      |
|      | Vulkaneifel - Wittlich-Centre                |
|      | Wittlich-Centre - Wittlich                   |
|      | Wittlich - Moseltal                          |
|      | Moseltal - Saarbrücken-Burbach               |